# تجمع لوساك (المهرة)

تعديل مصدري - تعديل

تجمع لوساك هو "تجمع بدوي" في عزلة الفيدمي بمديرية الغيظة التابعة لمحافظة المهرة، بلغ تعداد سكانها 79 نسمة حسب تعداد اليمن لعام 2004.